# Stoke Albany
Stoke Albany est une paroisse civile et un village du Northamptonshire, en Angleterre.